# Albert Ray
Albert Ray, nome alla nascita Albert Joseph Ray (New Rochelle, 28 agosto 1897 – Los Angeles, 8 febbraio 1944), è stato un attore, regista, sceneggiatore e produttore cinematografico statunitense.

## Filmografia

### Regista
- A Watery Romance
- La collana di Penelope (Honesty - The Best Policy), co-regia di Chester Bennett (1926)
- More Pay - Less Work (1926)
- Kathleen Mavourneen (1930)
- Guilty or Not Guilty (1932)
- West of Singapore
- The Intruder (1933)
- A Shriek in the Night (1933)
- Dancing Man (1934)
- Undercover Man (1936)

### Attore
- Shadows of Her Pest, regia di Henry Lehrman - cortometraggio (1918)
- More Trouble, regia di Ernest C. Warde (1918)
- When Do We Eat?, regia di Fred Niblo (1918)
- The Game's Up, regia di Elsie Jane Wilson (1919)
- Married in Haste, regia di Arthur Rosson (1919)
- Words and Music by -, regia di Scott R. Dunlap (1919)
- Be a Little Sport, regia di Scott R. Dunlap (1919)
- Love Is Love, regia di Scott R. Dunlap (1919)
- Home, regia di Lois Weber (1919)
- The Lost Princess, regia di Scott R. Dunlap (1919)
- Vagabond Luck, regia di Scott R. Dunlap (1919)
- Tin Pan Alley, regia di Frank Beal (1919)
- The Honey Bee, regia di Rupert Julian (1920)
- The Ugly Duckling, regia di Alexander Butler (1920)
- The Night Riders, regia di Alexander Butler (1920)

### Sceneggiatore
- The Courtship of Myles Standish, regia di Frederick Sullivan (1923)
- Keep Smiling, regia di Herbert I. Leeds (1938)
- While New York Sleeps, regia di H. Bruce Humberstone (1938)
- Charlie Chan a Reno (Charlie Chan in Reno), regia di Norman Foster (1939)